# 能登部站
能登部站（日语：／ Notobe eki */?）是位於石川縣鹿島郡中能登町德丸呂（ロ）41番，西日本旅客鐵道（JR西日本）的七尾線車站。

## 歷史
- 1898年（明治31年）4月24日 - 七尾鐵道 津幡臨時停車站（本津幡站的前身） - 七尾站 - 矢田新站（後來為七尾港站）之間開通，同時此站開業[1]。為旅客和貨物車站。
- 1907年（明治40年）7月1日 - 七尾鐵道根據鐵道國有法（日语：鉄道国有法）而國有化。成為帝國鐵道廳（國鐵）車站。
- 1909年（明治42年）10月12日 - 制定路線名稱，此站成為七尾線車站。
- 1957年（昭和32年）4月 - 現時的車站大樓竣工。
- 1961年（昭和36年）4月1日 - 終止貨物起卸業務。
- 1987年（昭和62年）4月1日 - 伴隨國鐵分割民營化，車站由西日本旅客鐵道（JR西日本）營運。

## 車站構造
車站是一座地面車站，設有2面2線的相對式月台，可進行列車交會。車站大樓位於下行月台側，月台之間設有跨線橋連接。現時的車站大樓在1957年（昭和32年）建成，該大樓同時設有畫廊。在上行月台側設有車站出入口。
此站是由七尾鐵道部管理的簡易委託車站。委托了中能登町負責售票業務（營業時間為早上7時至晚上6時45分），此站設有POS終端。在無人時段，乘客可使用自動售票機購買車票。

### 月台
| 月台 | 路線    | 上下行 | 方向           |
| ---- | ------- | ------ | -------------- |
| 1    | ■七尾線 | 下行   | 七尾方向       |
| 2    | ■七尾線 | 上行   | 津幡、金澤方面 |

1號月台（下行線）的路軌為一線通過結構，當列車不用進行列車交會和通過此站時，上行列車會使用1號月台。但是，此站與其他車站的一線通過結構有差別，直線路軌不是上下行本線，而是分成上行線和下行線。

## 使用狀況
在2018年（平成30年）度，1日平均乘車人次為545人。
根據「石川縣統計書」，以下為1日近年平均乘車人次列表：
| 年度   | 1日平均 乗車人員 |
| ------ | ---------------- |
| 1996年 | 947              |
| 1997年 | 846              |
| 1998年 | 851              |
| 1999年 | 807              |
| 2000年 | 756              |
| 2001年 | 706              |
| 2002年 | 665              |
| 2003年 | 648              |
| 2004年 | 657              |
| 2005年 | 667              |
| 2006年 | 678              |
| 2007年 | 658              |
| 2008年 | 642              |
| 2009年 | 621              |
| 2010年 | 615              |
| 2011年 | 602              |
| 2012年 | 604              |
| 2013年 | 639              |
| 2014年 | 578              |
| 2015年 | 578              |
| 2016年 | 575              |
| 2017年 | 558              |
| 2018年 | 545              |

## 車站周邊
此站位於前鹿西町中心，周邊設有中能登町的政府機關、郵局、銀行和學校等。
- 中能登町公所鹿西廳舍
- 眉丈山（日语：眉丈山）
- 中能登町立鹿西小學
- 中能登町立鹿西中學
- 石川縣立鹿西高等學校（日语：石川県立鹿西高等学校）
- 鹿西郵局（日语：鹿西郵便局）
- 雨之宮古墳群（日语：雨の宮古墳群）
- 能登上布會館

※從能登部站步行10分鐘。
- 國道159號（日语：国道159号）
- 能登里山海道 - 上棚矢駄交匯處（日语：上棚矢駄インターチェンジ）

## 巴士路線
北鐵能登巴士
- 「能登部站前」巴士站：後山線（前往高濱、志賀中學（日语：志賀町立志賀中学校））

中中能登町社區巴士「織姬巴士」
委托北鐵能登巴士運行。所有路線由織姬之里中能登出發，逢星期四和年尾年頭暫停服務。
- 「能登部站」巴士停：鹿西路線
- 「能登部站東口」巴士停：鹿島路線（Mioya方向）

## 相鄰車站
西日本旅客鐵道
■七尾線
金丸－能登部－良川

## 註腳
1. 1 2 3 4 5 6 7 8 9 10 11  . 週刊朝日百科. 43号 富山駅・高岡駅・和倉温泉駅ほか. 朝日新聞出版. 2013-06-16: 27 （日语）.
2. ↑   (PDF). 石川縣: 106.   [2020-04-10]. （原始内容存档 (PDF)于2020-10-17） （日语）.
3. ↑  中能登町おりひめバス・デマンドタクシー時刻表PDF（日語） - 中能登町

## 外部連結
- 能登部｜車站資訊：JR出門網 - 西日本旅客鐵道（日語）
- https://www.town.nakanoto.ishikawa.jp/life_service_local/3/2/1/1987.html （页面存档备份，存于） - 中能登町